# Нансес-Крік (Алабама)
Нансес-Крік (англ. Nances Creek) — переписна місцевість (CDP) в США, в окрузі Калгун штату Алабама. Населення — 399 осіб (2020).

## Географія
Нансес-Крік розташований за координатами 33°51′17″ пн. ш. 85°41′5″ зх. д. / 33.85472° пн. ш. 85.68472° зх. д. (33.854650, -85.684728).  За даними Бюро перепису населення США в 2010 році переписна місцевість мала площу 15,06 км², з яких 15,04 км² — суходіл та 0,02 км² — водойми.

## Демографія
Згідно з переписом 2010 року, у переписній місцевості мешкало 407 осіб у 161 домогосподарстві у складі 124 родин. Густота населення становила 27 осіб/км².  Було 174 помешкання (12/км²).
Расовий склад населення:
| - 98,8 % — білих - 0,5 % — корінних американців |

До двох чи більше рас належало 0,7 %. Частка іспаномовних становила 0,7 % від усіх жителів.
За віковим діапазоном населення розподілялося таким чином: 24,3 % — особи молодші 18 років, 58,5 % — особи у віці 18—64 років, 17,2 % — особи у віці 65 років та старші. Медіана віку мешканця становила 42,6 року. На 100 осіб жіночої статі у переписній місцевості припадало 97,6 чоловіків;  на 100 жінок у віці від 18 років та старших — 94,9 чоловіків також старших 18 років.
Цивільне працевлаштоване населення становило 139 осіб. Основні галузі зайнятості: виробництво — 22,3 %, транспорт — 21,6 %, освіта, охорона здоров'я та соціальна допомога — 20,1 %.